# Woltem
Woltem ist ein Ortsteil der Stadt Soltau im Landkreis Heidekreis in Niedersachsen. Die Ortschaft hat ca. 240 Einwohner. Woltem hat die Telefonvorwahl 05197, sie weicht damit von der Kernstadt Soltau ab.

## Geografie
Woltem liegt in der Lüneburger Heide westlich von Soltau am Fluss Bomlitz.
Zu Woltem gehören die Weiler Eitze, Frielingen und Hof Springhorn.
Durch Woltem verlaufen die Kreisstraßen 16 und 17. Frielingen besaß einen Bahnhof an der Bahnstrecke Uelzen–Langwedel.

## Geschichte
Am 1. März 1974 wurde Woltem in die Stadt Soltau eingegliedert.

## Religion
Die evangelische Bevölkerung Frielingens und Woltems gehört gehört zur Friedenskirche in Bommelsen.

## Politik
Ortsvorsteher ist Wilfried Meine.

## Wirtschaft und Infrastruktur
Der Ausbau von Windkraftanlagen in unmittelbarer Nähe wird verstärkt gefördert.

## Sehenswürdigkeiten
In der Liste der Baudenkmale in Soltau sind für Woltem sechs Baudenkmale aufgeführt.